# Ali Rebeihi
Ali Rebeihi, né le 22 juillet 1973 à Toulouse (Haute-Garonne), est un journaliste et producteur de radio français.

## Carrière
Après avoir étudié le droit et les sciences politiques, Ali Rebeihi intègre l'Institut pratique du journalisme de Paris. Il commence sa carrière de journaliste à France 3 Picardie puis pour l'émission Télématin sur France 2. En 2006, il rejoint Europe 1 pour animer avec Julia Martin l'émission Génération Europe 1.
À l’été 2007, il officie sur la grille  de France Inter en produisant Nouvelles Vagues, puis l’été suivant Micro Fictions. À partir de 2008, il remplace les animateurs chargés des émissions culturelles comme Vincent Josse dans Esprit critique ou Pascale Clark dans Comme on nous parle.
Entre 2012 et 2013, Ali Rebeihi anime Viens dîner dans ma cité sur France 4.
À l'été 2013, il intègre France Culture avec l'émission hebdomadaire Les Bons Plaisirs, puis Du côté de chez soi, pendant la saison 2013/2014.
À partir de la rentrée 2014, il présente Pop Fiction sur France Inter, le samedi à 20 heures puis le dimanche à 17 heures. À l'été 2015, puis 2016, il anime Ça va pas la tête ! du lundi au vendredi à 9 h10 sur France Inter.
Depuis le 29 août 2016, Ali Rebeihi présente la tranche 10/11 heures sur France Inter avec l'émission Grand bien vous fasse !, consacrée à la vie quotidienne, à la santé, à la psychologie, et au développement personnel.
Il est surnommé par sa collègue Sonia Devillers « le pape du développement personnel ».
Depuis le 30 janvier 2021, il présente Bel & Bien sur France 2, le samedi à 9 h 55, avec Agathe Lecaron.

## Œuvre
- Le bonheur est dans le crime : tante Alice enquête, Éditions du Masque 2023  (ISBN 978-2-7024-5102-1)
- Meurtres en chaîne : tante Alice enquête vol. 2, Éditions du Masque 2025  (ISBN 2702452388)